# Нове Мјесто на Метуји
Нове Мјесто на Метуји (чеш. Nové Město nad Metují) град је у Чешкој Републици. Град се налази у управној јединици Краловехрадечки крај, у оквиру којег припада округу Наход.

## Становништво
Према подацима о броју становника из 2014. године град је имао 9.726 становника.